# Vitessidia diaphana
Vitessidia diaphana är en fjärilsart som beskrevs av Rothschild och Jordan 1905. Vitessidia diaphana ingår i släktet Vitessidia och familjen mott. Inga underarter finns listade i Catalogue of Life.